# Jean Shileyová
Jean Shiley Newhouse (20. listopadu 1911, Harrisburg, Pensylvánie, USA – 11. března 1998 Los Angeles, Kalifornie) byla americká atletka, olympijská vítězka ve skoku do výšky z roku 1932.

## Sportovní kariéra
V roce 1928 reprezentovala na Letních olympijských hrách v Amsterdamu. Na těchto hrách vůbec poprvé v historii startovaly v atletických disciplínách i ženy (běh na 100 m, běh na 800 m, štafeta 4×100 m, skok do výšky, hod diskem). Kvalifikace skoku do výšky se zúčastnilo 20 závodnic a 19 z nich postoupilo do finále. Shileyová v konečném pořadí obsadila výkonem 151 cm 4. místo.
O čtyři roky později na olympiádě v Los Angeles se kvalifikace výškařek nekonala. Ve finále, které se uskutečnilo 7. srpna se představilo 10 závodnic. Olympijskou vítězkou se stala domácí závodnice Jean Shileyová, jež výkonem 165 cm vytvořila nový světový a olympijský rekord. Stříbro získala její krajanka Mildred Didriksonová, jež se rovněž podařilo překonat 165 cm. Již dříve však vybojovala zlaté medaile v hodu oštěpem (31. červenec) a v běhu na 80 metrů překážek (4. srpen). Bronzovou medaili vybojovala Kanaďanka Eva Dawesová výkonem 160 cm.